# Anelosimus biglebowski
Anelosimus biglebowski är en spindelart som beskrevs av Ingi Agnarsson 2006. Anelosimus biglebowski ingår i släktet Anelosimus och familjen klotspindlar.
Artens utbredningsområde är Tanzania. Inga underarter finns listade i Catalogue of Life.